# Bazoilles-sur-Meuse
Bazoilles-sur-Meuse is een gemeente in het Franse departement Vosges (regio Grand Est) en telt 573 inwoners (2005). De plaats maakt deel uit van het arrondissement Neufchâteau.
De naam geeft aan dat het dorpje aan de Maas ligt.

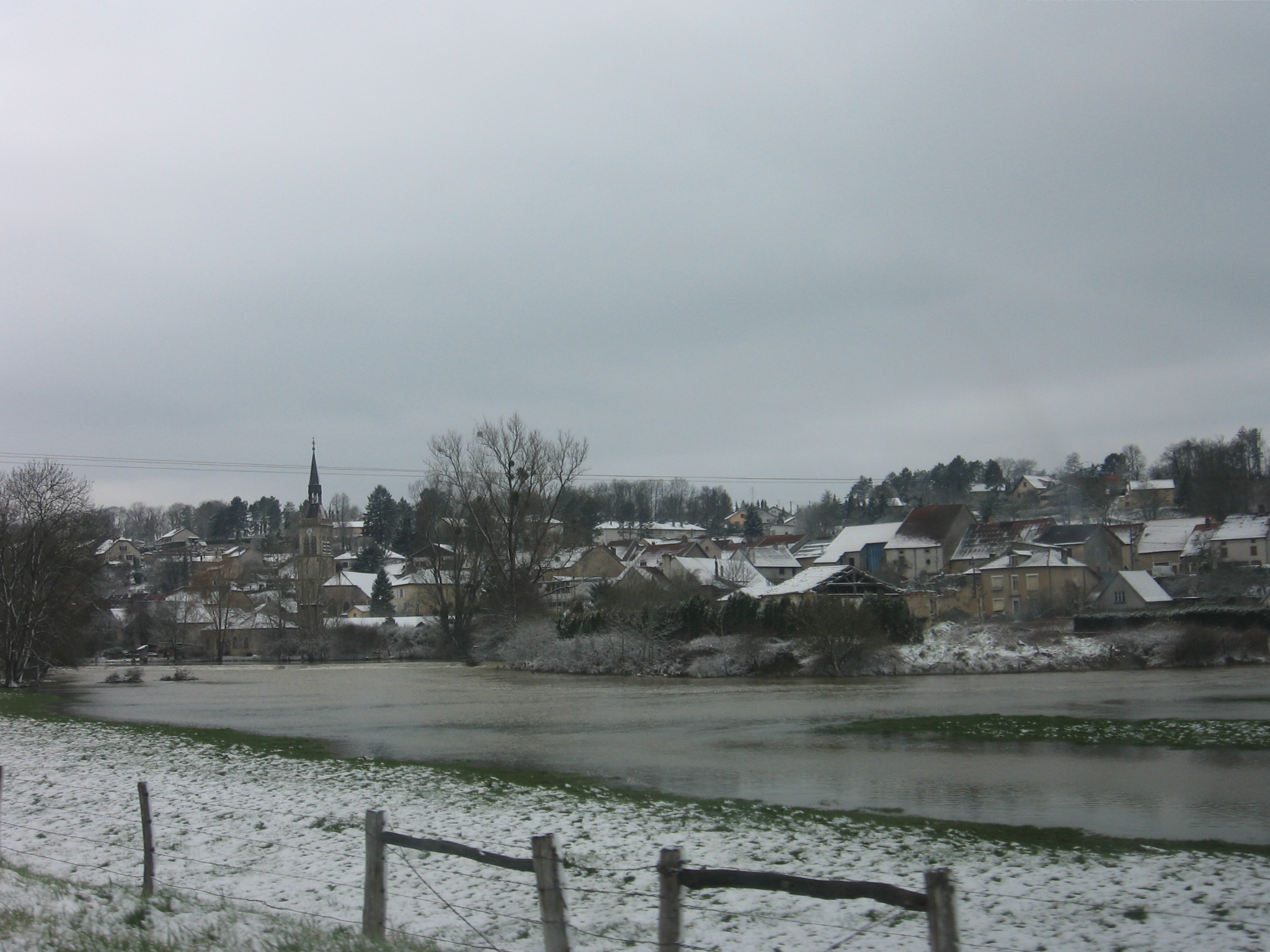
Bazoilles-sur-Meuse

## Geografie
De oppervlakte van Bazoilles-sur-Meuse bedraagt 20,9 km², de bevolkingsdichtheid is 27,4 inwoners per km².
De onderstaande kaart toont de ligging van Bazoilles-sur-Meuse met de belangrijkste infrastructuur en aangrenzende gemeenten.

## Demografie
Onderstaande figuur toont het verloop van het inwonertal (bron: INSEE-tellingen).